# Slick Idiot
Slick Idiot är ett band i industrial genren. 
Det bildades av före detta KMFDM medlemmarna Günter Schulz och En Esch 1998 till följd av att KMFDM upplöstes. Innan de tog namnet Slick Idiot gjorde de en cover av Nine Inch Nails "Terrible Lie" åt Cleopatra Records på albumet Covered In Nails 2: A Tribute To Nine Inch Nails. Sedan albumet DickNity släppts för handel via nätet gav sig Slick Idiot ut på en turné i Nordamerika. Cleopatra Records återutgav skivan senare och denna gång med en "bonus-remix" av Christoph Schneider från gruppen Rammstein. I slutet av 2003 anslöt sig En Esch och Günter Schulz till gruppen Pigface turné United II.

## Diskografi
Studioalbum
- 2002 – DickNity
- 2004 – Screwtinized
- 2009 – S U C K S E S S

Remix-album
- 2003 – ReDickUlous
- 2006 – xSCREWciating